# Мінербіо
Мінербіо (італ. Minerbio) — муніципалітет в Італії, у регіоні Емілія-Романья,  метрополійне місто Болонья.
Мінербіо розташоване на відстані близько 320 км на північ від Рима, 18 км на північний схід від Болоньї.
Населення — 8741 особа (2014).
Щорічний фестиваль відбувається 24 червня. Покровитель — святий Іван Хреститель.

## Демографія
Населення за роками:

Станом на 1 січня 2023 року в муніципалітеті офіційно проживало 975 іноземців з 52 країн, серед них 368 громадян країн Євросоюзу та 69 громадян України.

## Сусідні муніципалітети
- Баричелла
- Бентівольйо
- Будріо
- Гранароло-делл'Емілія
- Малальберго